# Chatra
Ne doit pas être confondu avec Chatra (Jharkhand).

Le chatra ou chattra est un ashtamangala, un des huit symboles de bon augure des religions indiennes telles que l'hindouisme, le bouddhisme, le jaïnisme ou le sikhisme.
Selon la branche digambara du jaïnisme, il s'agit d'une ombrelle, d'un petit parasol qui protègent des mauvaises choses qui peuvent venir du ciel. Le chatra est un refuge, une protection face aux choses nuisibles qui peuvent comme le dit l'expression vous tomber dessus. Dans d'autres religions dharmiques comme l'hindouisme, et le bouddhisme, ce symbole du parasol est aussi utilisé. Dans le sikhisme, au-dessus de l'autel ou le Livre saint, le Guru Granth Sahib est exposé un baldaquin nommé chanani fait office de protection face aux dangers, aux ondes mauvaises venus du ciel; il marque aussi le respect.